# Bartosz Łosiak
Bartosz Łosiak, född 14 maj 1992 i Jastrzębie-Zdrój i Polen, är en polsk beachvolleyspelare. Han har framförallt nått framgångar som junior med flera europa- och världsmästerskap. I dessa mästerskap och fram till och med 2021 spelade han tillsammans med Piotr Kantor. På seniornivå tog de brons vid EM 2021. Sedan 2022 spelar han tillsammans med Michał Bryl.